# Journal of the Royal Society of Medicine
Journal of the Royal Society of Medicine es una revista médica abierta revisada por pares . Es la revista insignia de la Royal Society of Medicine con total independencia editorial . Su historia de publicación continua se remonta a 1809.  Desde julio de 2005, el editor en jefe es Kamran Abbasi , quien sucedió a Robin Fox, quien fue editor durante casi 10 años.

## Historia
La revista se estableció en 1806 como las Transacciones Médico-Quirúrgicas publicadas por la Real Sociedad Médica y Quirúrgica de Londres . Fue renombrado a Proceedings of the Royal Society of Medicine en 1907, luego de la fusión que condujo a la formación de la Royal Society of Medicine   y con la numeración de volúmenes reiniciando en 1, antes de obtener su nombre actual. en 1978. 
La revista está resumida e indexada en MEDLINE / PubMed , Science Citation Index, CAB International y BIOBASE . Según Journal Citation Reports , la revista tiene un factor de impacto en 2014 de 2.118. Actualmente (2021-2022) tiene una factor de impacto de 5.344.

## Contenido
La revista se describe a sí misma como teniendo "una audiencia internacional y multiespecializada que incluye profesionales de la salud pública y de atención primaria". Afirma actuar como "un foro de debate, educación y entretenimiento para los médicos interesados en la medicina del Reino Unido y los desarrollos e investigaciones internacionales relevantes. El objetivo de la revista es influir en la práctica clínica y la formulación de políticas en toda la gama de la medicina ". Cada número contiene artículos de investigación, editoriales , reseñas y ensayos originales . La sección de ensayos reúne "artículos de reflexión" sobre problemas médicos actuales y antecedentes médicos. La revista también incluye reseñas de libros.. Cada número también incluye una selección de comentarios de la Biblioteca James Lind , un recurso en línea para pacientes y profesionales que documenta la evolución de pruebas justas de tratamientos en el cuidado de la salud. [8]
En 2006, la revista introdujo la revisión por pares abierta, un sistema en el que los autores y revisores conocen las identidades de los demás bajo el supuesto de que esto mejora la apertura en el discurso científico. Esto la convirtió en una de las pocas revistas médicas del mundo con revisión por pares abierta.

## Ediciones
El Journal of the Royal Society of Medicine se publica mensualmente. El texto completo de cada número está disponible para los suscriptores en línea en el sitio web de la revista al comienzo de cada mes. 

## Acceso abierto
En marzo de 2006, todos los artículos de investigación publicados, así como el resto del contenido de más de tres años, se pusieron a disposición de forma gratuita en línea. También se anunció un acuerdo con PubMed Central , en el que se crearía un archivo digitalizado de la revista y su predecesora, con ediciones que datan de 1809 disponibles en línea de forma gratuita.